# (31199) 1998 AK3
1998 أي كي 3 (ويعرف أيضًا باسم (31199) 1998 أي كي 3 وفق تسمية الكوكب الصغير) (بالإنجليزية: 1998 AK3)‏ هو كويكب ضمن حزام الكويكبات؛ وترتيبه 31199 من حيث الاكتشاف.
اكتُشف هذا الجُرم الفلكي بواسطة ناوتو ساتو في 5 يناير 1998.

## وصلات خارجية
- (31199) 1998 AK3 في قاعدة بيانات مختبر الدفع النفاث لأجرام النظام الشمسي الصغيرة

- الاكتشاف · مخطط المدار ·  العناصر المدارية · المعلمات المادية

- (31199) 1998 AK3 على موقع ويكي سكاي: DSS2, SDSS, GALEX, IRAS, Hydrogen α, X-Ray, Astrophoto, Sky Map, Articles and images